# 충청북도의 유형문화재 (제401호 ~ 제500호)
충청북도 유형문화재는 지방유형문화재 중에서 충청북도에 있는 유형문화재를 의미한다.

## 지정목록

### 제401호 ~ 제500호
| 번호  | 사진 | 명칭                                                                                  | 소재지                             | 관리자 (단체)          | 지정일              | 참조                            |
| 401호 |      | 제천 신륵사 목조아미타여래좌상과 보살좌상 (堤川 神勒寺 木造阿彌陀如來坐像과 菩薩坐像) | 충북 제천시 덕산면 월악산로4길 180 | 대한불교 조계종 신륵사 | 2020년 3월 6일 지정 | 보관됨 2018-07-15 - 웨이백 머신 |

## 참고 자료
- 충청북도 전자도보 보관됨 2018-11-05 - 웨이백 머신 - 고시/공고 보관됨 2018-07-15 - 웨이백 머신